# Pic Negre d'Envalira
El Pic Negre d'Envalira, és una muntanya de 2.823 metres d'altitud situada al límit dels termes comunal de Porta, de l'Alta Cerdanya, a la Catalunya del Nord, i parroquial d'Encamp, pertanyent a Andorra.
Està situat a l'extrem nord-oest del terme de Porta i a l'est del d'Encamp. És al sud-sud-oest del Pas de la Casa, bastant allunyat d'aquest nucli de població.
És destí freqüent de moltes de les rutes d'excursionisme de la zona dels Pirineus entre Andorra i l'Alta Cerdanya.
Aquest cim està inclòs al llistat dels 100 cims de la FEEC